# Scrapy
Scrapy es un framework de scraping y crawling de código abierto, escrito en Python.  Actualmente está mantenido por Scrapinghub Ltd., una empresa que ofrece productos y servicios de web-scraping.

## Historia
Scrapy fue desarrollado inicialmente en una compañía de e-commerce londinense llamada Mydeco y a continuación fue desarrollada y mantenida por empleados de Mydeco e Insophia (una consultoría web basada en Montevideo, Uruguay).
La primera versión fue liberada al público bajo una licencia BSD en agosto de 2008, mientras que la versión 1.0 se lanzó en junio de 2015. A partir de 2011 Scrapinghub pasó a encargarse oficialmente de su mantenimiento.